# Artemio Casas
Artemio C. Casas (Meycauayan, 29 oktober 1911 - 29 maart 1989) was een Filipijnse rooms-katholieke geestelijke. Hij was onder meer bisschop van Imus, hulpbisschop van Manilla en aartsbisschop van Jaro.

## Biografie
Artemio Casas werd geboren op 29 oktober 1911 in Meycauayan in de provincie Bulacan. Na het voltooien van zijn opleiding voor het priesterschap werd Frondosa op 20 maart 1938 tot priester gewijd. Hij was eerst assistent priester van Paombong in Bulacan en was later priester in San Roque Church in Rizal en Tayuma in de Filipijnse hoofdstad Manilla. Van 1956 tot eind 1961 was Casas rector van de Kathedraal van Manilla.
Op 11 december 1961 werd hij benoemd tot eerste bisschop van het nieuwe bisdom Imus. Deze positie bekleedde Casas tot hij op 4 september 1968 werd benoemd tot hulpbisschop van Manilla en titulair bisschop van Macriana Minor. Na de zware beroerte van de aartsbisschop van Manilla, kardinaal Rufino Santos in juni 1974 leidde Casas het aartsbisdom Manilla. Toen Santos op 3 september overleed werd Casas genoemd als een van zijn mogelijke opvolgers. Het was echter vrij verrassend de aartsbisschop van Jaro Jaime Sin, die benoemd werd tot nieuwe aartsbisschop van Manilla. Na de installatie van Jaime Sin werd Casas op zijn beurt op 11 mei 1974 benoemd tot opvolger van Sin in het aartsbisdom van Jaro. Op 24 oktober 1985 ging hij met pensioen, waarna hij als aartsbisschop werd opgevolgd door Alberto Piamonte. Bijna drie en half jaar later overleed Casas op 77-jarige leeftijd.